# 사랑도 흥정이 되나요?
《사랑도 흥정이 되나요?》(Combien Tu M'Aimes?, How Much Do You Love Me?)는 프랑스에서 제작된 베르뜨랑 블리에 감독의 2005년 코미디, 드라마, 멜로/로맨스 영화이다. 모니카 벨루치 등이 주연으로 출연하였고 올리비에 델보스크 등이 제작에 참여하였다.

## 출연

### 주연
- 모니카 벨루치
- 베르나르 캄팡
- 제라르 드빠르디유

### 조연
- 장 피에르 다루생
- 에두아르 바에르

## 기타
- 미술: 프랑수아 드 라모스
- 의상: 캐서린 레터리어
- 배역: 제라르 모우레브리에르